# Pamětní medaile 8. střeleckého pluku slezského
Pamětní medaile 8. střeleckého pluku slezského, je pamětní medaile, která byla založena v roce 1947 při příležitosti armádních oslav této jednotky.
Dekorace je ražena z patinovaného bronzu a předávala se v papírové krabičce s udělovacím dekretem.